# Piotr Pyzik
Piotr Mieczysław Pyzik (ur. 1 stycznia 1959 w Puławach) – polski polityk, poseł na Sejm VII i VIII kadencji, w latach 2021–2023 podsekretarz stanu w Ministerstwie Aktywów Państwowych.

## Życiorys
W 1980 wstąpił do Niezależnego Zrzeszenia Studentów Politechniki Śląskiej, współpracował też z „Solidarnością”. Po wprowadzeniu stanu wojennego został internowany, później skierowany przymusowo do wojska. Po 1989 współpracował z organizacjami pozarządowymi i humanitarnymi, był jednym z organizatorów i uczestników konwoju z pomocą humanitarną dla Sarajewa.
W 2011 uzyskał licencjat z dyplomacji i stosunków międzynarodowych w Wyższej Szkole Stosunków Międzynarodowych i Amerykanistyki w Warszawie. Od 2001 członek Prawa i Sprawiedliwości, współzałożyciel struktur PiS w województwie śląskim, a także pracownik partii i członek jej sztabu wyborczego. Pracował też w biurze frakcji Europejskich Konserwatystów i Reformatorów.
W 2010 został wybrany do sejmiku śląskiego. W wyborach parlamentarnych w 2011 uzyskał mandat poselski, startując jako lider listy PiS w okręgu gliwickim i otrzymując 12 039 głosów. W 2015 z powodzeniem ubiegał się o poselską reelekcję. W VIII kadencji Sejmu był wiceprzewodniczącym Komisji Łączności z Polakami za Granicą, członkiem Komisji Spraw Zagranicznych oraz Komisji Obrony Narodowej. Był też przewodniczącym Parlamentarnego Zespołu ds. Ameryki Łacińskiej, Parlamentarnego Zespołu ds. badań polarnych, wiceprzewodniczącym Parlamentarnego Zespołu ds. Afryki oraz przewodniczącym Parlamentarnej Grupy Polsko-Kanadyjskiej.
W 2016 Komisja Etyki Poselskiej udzieliła mu upomnienia za pokazanie gestu „środkowego palca” podczas 23. posiedzenia Sejmu VIII kadencji, co uznała za naruszenie zasady dbałości o dobre imię Sejmu.
Był prelegentem Forum Ekonomicznego w Krynicy. W wyborach w 2019 nie został ponownie wybrany do Sejmu. Pracował następnie m.in. w PGE Dystrybucja w Skarżysku-Kamiennej. W listopadzie 2021 powołany na podsekretarza stanu w Ministerstwie Aktywów Państwowych. Początkowo odpowiadał za górnictwo; w marcu 2023 zmieniono mu zakres kompetencji górnictwem – pozostał w MAP jako podsekretarz stanu i pełnomocnik do spraw dialogu społecznego. W wyborach w 2023 ponownie bez powodzenia ubiegał się o mandat poselski. W grudniu tego samego roku zakończył pełnienie funkcji w administracji rządowej.

## Odznaczenia
- Krzyż Kawalerski Orderu Odrodzenia Polski (2025)[15]